# Acanthodasys ericinus
Acanthodasys ericinus is een buikharige uit de familie van de Thaumastodermatidae. De wetenschappelijke naam van de soort werd voor het eerst geldig gepubliceerd in 2012 door  Lee.